# Botan Doro
Botan Doro (en japonés, La Linterna peonia) es una historia de fantasmas japonesa (kaidan) que combina romance y horror; es uno de los más famosos kaidan en Japón. La historia implica necrofilia y las consecuencias de amar a un fantasma.
A veces se lo conoce como Kaidan Botan Dōrō (|怪談牡丹灯籠|, Cuento de la Linterna peonia), basado en la versión kabuki de la historia; este título es generalmente el utilizado en traducciones a otros idiomas.

## Historia
Botan Dōrō entró en la cultura literaria japonesa en el siglo XVII, a través de una traducción de un libro chino de historias de fantasmas llamado Jiandeng Xinhua (Nuevos cuentos bajo la luz de la lámpara) por Qu You. La colección era de naturaleza didáctica, conteniendo lecciones morales budistas sobre el karma.
En 1666, el autor Asai Ryōi respondió al furor del Período Edo por el kaidan, engendrado en gran parte por la popular obra de teatro Hyakumonogatari Kaidankai, al adaptar los cuentos más espectaculares de Jian Deng Xinhua a su propio libro Otogi Boko (Títeres de mano). En esa época, Japón era aún una sociedad cerrada y aislada, que sabía muy poco del exterior más allá de sus fronteras, así que China era vista como una nación misteriosa y exótica. Asai eliminó las lecciones morales budistas y dio a las historias un entorno japonés, situando Botan Dōrō en el distrito Nezu de Tokio.
Otogi Boko fue inmensamente popular, surgiendo múltiples imitaciones como Zoku Otogi Boko (Títeres de mano continuados) y Shin Otogi Boko (Nuevos títeres de mano), y está considerado el precursor del movimiento literario kaidan que culminó en el clásico Ugetsu Monogatari.
En 1884, Botan Dōrō fue adaptado por el famoso narrador Encho Sanyutei en un rakugo que aumentó la popularidad del cuento. Con el fin de lograr una mayor duración, la historia se completó considerablemente, añadiendo información de fondo sobre varios personajes así como subtramas adicionales. Posteriormente se adaptó al kabuki en julio de 1892, y fue escenificada en el teatro Kabukiza de Tokio bajo el título Kaidan Botan Dōrō.
En 1899, Lafcadio Hearn, con la ayuda de un amigo, tradujo Botan Dōrō al inglés para su libro In Ghostly Japan. Tituló su adaptación A Passional Karma, y se basó en la versión kabuki de la historia.
Una versión más moderna de la obra fue escrita en 1974 por el dramaturgo Onishi Nobuyuki para la compañía teatral Bungakuza, protagonizando Sugimura Haruko, Kitamura Kazuo y Ninomiya Sayoko. Tuvo tanto éxito que se escenificó otra vez unos años más tarde, en abril de 1976 en el Shimbashi Embujo. Una nueva adaptación por Kawatake Shinshichi III fue escenificada por primera vez en junio de 1989, otra vez en el Shimbashi Embujo. La versión de Kawatake todavía se representa ocasionalmente, pero es menos popular que la de Onishi.
Al igual que Yotsuya Kaidan, sigue existiendo la superstición de que los actores que desempeñan el papel de fantasmas en Kaidan Botan Doro sufrirán algún daño. Esto proviene de una actuación en 1919 en el Teatro Imperial, cuando las dos actrices que interpretaban a Otsuyu y su sirvienta enfermaron y murieron con tan solo una semana de diferencia.

### Versión en Otogi Boko
En la primera noche del O-bon, una hermosa mujer y una jovencita que sujeta una linterna peonia pasan por delante de la casa del samurai viudo Ogiwara Shinnojo. Ogiwara se enamora al instante de la mujer, llamada Otsuyu, y le promete una relación eterna. A partir de esa noche, la mujer y la muchacha le visitan al crepúsculo, siempre marchando antes del amanecer. Un vecino anciano, sospechando de la chica, se asoma a su casa y encuentra a Ogiwara en cama con un esqueleto. Consultando a un sacerdote budista, Ogiwara descubre que está en peligro a no ser que pueda resistir a la mujer, y coloca un amuleto de protección en su casa. La mujer es entonces incapaz de introducirse en su casa, pero le llama desde el exterior. Finalmente, incapaz de resistir, Ogiwara sale para saludarla, y ella le dirige a su morada, una tumba en un templo. Por la mañana, el cuerpo muerto de Ogiwara es encontrado allí entrelazado con el esqueleto de la mujer.

### Versión Kabuki
Un joven estudiante llamado Saburo se enamora de una hermosa muchacha llamada Otsuyu, la hija del mejor amigo de su padre. Se reúnen en secreto, y se prometen matrimonio. Pero Saburo cae enfermo, y es incapaz de ir a ver a Otsuyu por un tiempo.
Más tarde, cuándo Saburo se recupera y va a ver a su amor, le dicen que Otsuyu ha muerto. Ruega por su espíritu durante el festival O-bon, y entonces se sorprende al oír acercándose los pasos de dos mujeres. Cuando las ve, descubre que se parecen extraordinariamente a Otsuyu y su sirvienta. Está le revela que su tía, quién se oponía al matrimonio, ha extendido el rumor de que Otsuyu ha muerto y a su vez le había dicho a Otsuyu que Saburo había fallecido.
Los dos amantes, reunidos, retoman su relación otra vez en secreto. Cada noche Otsuyu, acompañada por su sirvienta que lleva una linterna peonia, pasa la noche con Saburo.
Esto continúa felizmente hasta que una noche un criado observa a través de un agujero en la pared del dormitorio de Saburo, y le ve haciendo el amor con un esqueleto putrefacto, mientras otro esqueleto sentado en la puerta sujeta una linterna peonia. Informa de esto al sacerdote budista local, quién localiza las tumbas de Otsuyu y su sirvienta. Llevando a Saburo hasta allí, le convence de la verdad, y acepta ayudar a Saburo a proteger su casa contra los espíritus. El sacerdote coloca ofudas alrededor de la casa, y reza al nenbutsu cada noche.
El plan funciona, y Otsuyu y su sirvienta son incapaces de entrar, a pesar de que vienen cada noche y llaman desde fuera a Saburo, su amor. Penando por ella, la salud de Saburo empieza a decaer. Los criados de Saburo, temerosos de que muera de desamor dejándoles sin trabajo, sacan los ofudas de las paredes de la casa. Otsuyu entra, y otra vez se acuesta con Saburo.
Por la mañana, los criados encuentran a Saburo muerto, su cuerpo entrelazado con el esqueleto de Otsuyu. Su rostro está radiante y feliz.

### Diferencias
Las diferencias principales entre las dos versiones son el amante humano, pues Ogiwara Shinnojo, es un viudo maduro, mientras Saburo es un estudiante joven, y el establecimiento en la segunda de una relación amorosa preexistente entre Otsuyu y Saburo.
Mientras la versión del Otogi Boku fue escrita durante el aislado periodo Edo, la versión Rakugo/Kabuki fue escrita después de la restauración Meiji, y se vio influida por la inundación de teatro y literatura occidentales que acompañó a la modernización de Japón.
Una de estas influencias fue agregar un elemento romántico a la historia, algo minimizado en el kaidan antiguo. La versión del Otogi Boku no menciona la muerte de Otsuyu. La versión Rakugo/Kabuki crea la idea de que el amor de Otsuyu y Saburo es más fuerte que la muerte, y enfatiza la expresión pacífica de Saburo cuando su cuerpo es encontrado entrelazado con el esqueleto.

## Influencias y referencias
Botan Doro estableció el tema del “encuentro sexual con el fantasma de una mujer”, que será habitual en las historias de fantasmas japonesas subsiguientes. Dicho tema sigue el patrón estándar de la obra de teatro No Katsuramono, donde el fantasma femenino esconde su naturaleza espectral hasta que el final de la historia revela su naturaleza.
La naturaleza del regreso del fantasma a la tierra es diferente. La versión en Otogi Boko de Botan Doro no muestra ninguna relación previa, y Otsuyu meramente siente el deseo de tener una pareja en la otra vida. En la versión Rakugo/Kabuki, sin embargo, Otsuyu regresa para continuar con su amante.
El fantasma sexual puede ser encontrado en la historia de Kyōka Izumi Maya Kakushi no Rei (Una obsesión tranquila) que presenta un encuentro sensual con un fantasma femenino en un onsen.
Botan Doro es famoso por la onomatopeya "karannn koronnn", la cual es el sonido de los zuecos de madera de Otsuyu que anuncian su llegada.

## Películas
Boton Dōrō fue una de las primeras historias de fantasmas japonesa en ser filmada, con una primera versión muda en 1910. Seis adaptaciones más se estrenaron entre 1911 y 1937, a pesar de que todas se han perdido con el tiempo y solo se conservan los títulos. Se encuentra en segundo lugar tras Yotsuya Kaidan en adaptaciones a película, con una versión nueva cada década y numerosas versiones para vídeo doméstico y televisión.
Destaca la versión de 1968 de Satsuo Yamamoto, filmada para Daiei Estudios. Es conocida como Bride from Hell, Haunted Lantern, Ghost Beauty, My Bride is a Ghost, Bride from Hades o Peony Lantern. La película de Yamamoto sigue aproximadamente la versión de Otogi Boko, teniendo como protagonista a Hagiwara Shinzaburo como un profesor que huye de un matrimonio indeseado con la viuda de su hermano, viviendo tranquilo distanciado de su familia. El encuentro habitual con Otsuyu sigue, a pesar de que la consecuencia inevitable es tratada como un final feliz o en todo caso agridulce pues desde entonces están unidos más allá de la tumba y nunca se sentirán solos.
En 1972, el director Chūsei Sone realizó una versión pinku eiga para Nikkatsu Roman Porno series, titulada Hellish Love (性談牡丹燈籠 Seidan botan doro?) o Seidan botan doro. Siguiendo la versión Rakugo\Kabuki, Hellish hace énfasis en la naturaleza sexual de la relación entre el protagonista y Otsuyu. Otsuyu es asesinada por su padre quién desaprueba su relación con un samurái pobre, pero ella promete regresar durante el Bon Odori para reunirse con su amante.
Un cambio más grande en la historia lo realizó Masaru Tsushima en su película de 1996 Otsuyu: Kaidan botan doro (Haunted Lantern). En esta versión Shinzaburo ha soñado con una vida pasada, donde prometió llevar a cabo un suicidio doble con Otsuyu, pero no se atreve a matarse tras la muerte de ella. En su vida presente, conoce a una chica llamada Tsuya quién es la reencarnación de su amada del pasado, pero el padre de Shinzaburo arregla un matrimonio para él con la hermana de Tsuya, Suzu. El amigo de Shinzaburo intenta violar a Tsuya, de modo que parece ser un estorbo celoso de su hermana más joven. Devastadas, las dos hermanas se suicidan juntas. Las consecuencias habituales siguen, pero al final de la película Shinzaburo y Otsuyu se reencarnan juntos, viviendo felices en una vida futura.